# Guiry-en-Vexin
Guiry-en-Vexin è un comune francese di 159 abitanti situato nel dipartimento della Val-d'Oise nella regione dell'Île-de-France.

## Società

### Evoluzione demografica
Abitanti censiti